# Francis Carin
Francis Carin (Retinne, 24 december 1950) is een Belgisch striptekenaar. Vanaf 1983 tekende hij zijn eigen reeks Victor Sackville.

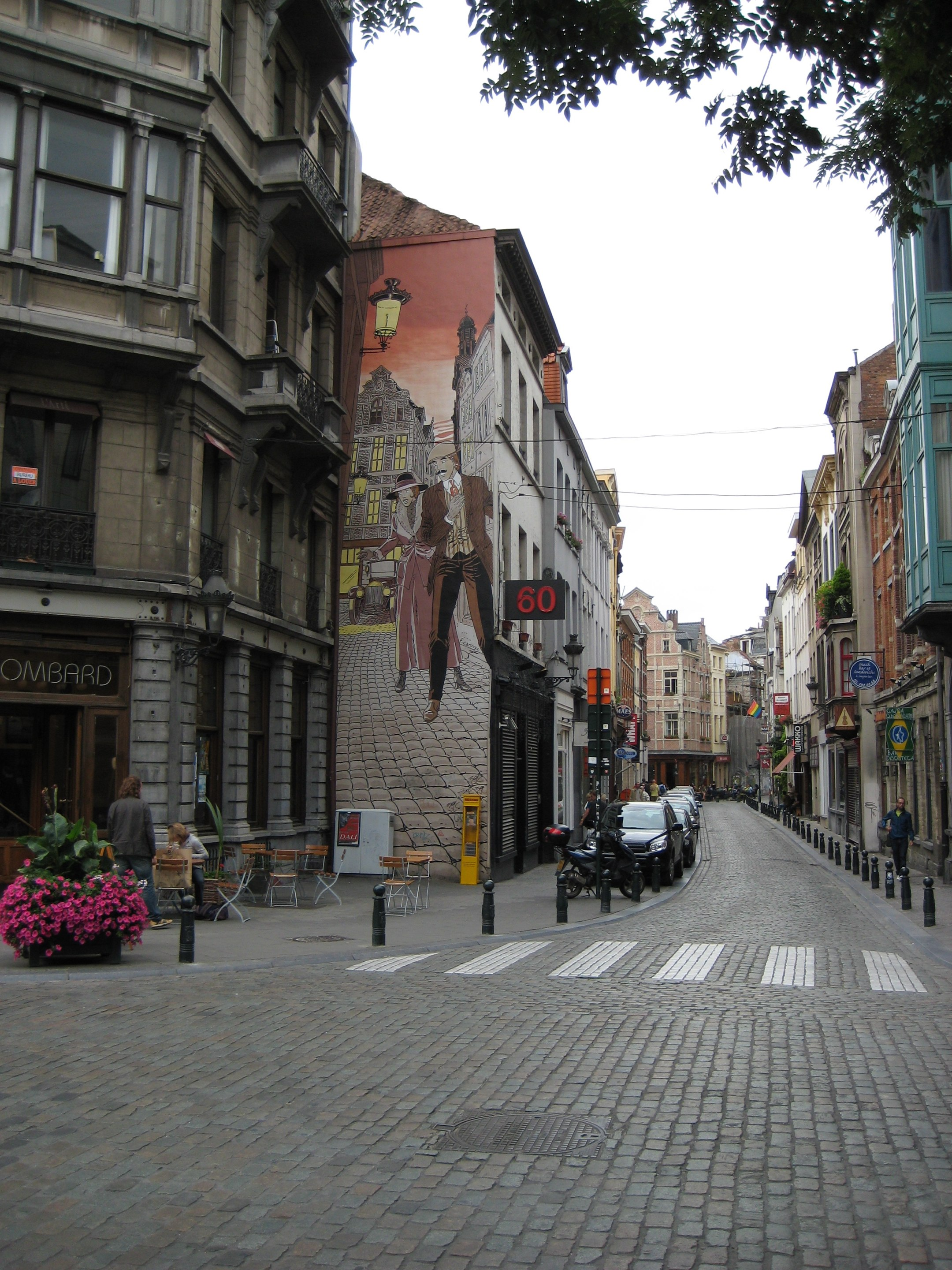
De stripmuur van Victor Sackville in Brussel.

## Carrière
Carin studeerde aan de École Supérieure des Arts Saint-Luc in Luik.
Midden jaren zeventig van de 20e eeuw ging Carin werken voor enige reclamebladen. In 1976 leverde hij tekeningen aan voor Pourquoi Pas? en in 1978 maakte hij zijn eerste strips voor Kuifje.
Carin assisteerde Arthur Piroton met Les Casseurs de Bois. Later begon hij zijn eigen serie Les diables bleus op scenario van Michel Pierret.
In 1983 begon Carin zijn strip Victor Sackville op scenario van Gabrielle Borile en François Rivière, eerst in Pourquoi Pas? en later in Kuifje. De hoofdpersoon is een geheim agent in dienst van de Britse koning ten tijde van de Eerste Wereldoorlog. Deel 23 verscheen in 2012. In mei 1992 kreeg de strip zijn eigen stripmuur in Brussel aan de Rue du Marché au Charbon/Kolenmarkt 60.
In 1986 startte hij Sydney Bruce in Circus, geschreven door François Rivière.
In 2004 tekende hij het album Het ultimatum op scenario van Jacques Martin in de serie Lefranc waarbij Didier Desmit hem hielp met de achtergronden. In 2007 volgde het album De blauwe mummie op scenario van Patrick Weber.